# Tamara Rojo
Tamara Rojo (Montreal, 17 maggio 1974) è un'ex ballerina, direttrice artistica e coreografa spagnola.

## Biografia
Tamara Rojo nacque a Montreal, Canada, da genitori spagnoli, che la riportarono in patria all'età di quattro messi. Cominciò a danzare all'età di cinque anni e a undici divenne studentessa a tempo pieno del Royal Professional Conservatory of Dance di Madrid. Dopo essersi diplomata dal conservatorio all'età di sedici anni, proseguì i suoi studi secondari e ottenne successivamente la laurea triennale, magistrale e il PhD all'Universidad Rey Juan Carlos nel 2016.
Fece il suo debutto professionale nel 1991 con il Ballet de la Comunidad de Madrid e nel 1994 vinse il Grand Prix Femme et Medaille Vermeille de la Ville de Paris, assegnatole da una commissione che comprendeva Natalija Romanovna Makarova, Galina Samsova e Vladimir Viktorovič Vasil'ev. Due anni più tardi Samsova la invitò ad unirsi allo Scottish Ballet e lì danzò ruoli principali ne Il lago dei cigni, Lo schiaccianoci e La Sylphide. Nel 1997 Derek Deanne, direttore artistico dell'English National Ballet (ENB), la invitò a unirsi alla compagnia londinese e con loro Rojo danzò i ruoli di Giulietta in Romeo e Giulietta e Clara ne Lo schiaccianoci, in una performance per cui il Times la definì la rivelazione dell'anno. Nella stessa stagione danzò anche i ruoli principali nella Coppélia, Paquita, Il lago dei cigni e The Sphinx. 
Nel 2000 si unì come Prima Ballerina al Royal Ballet su invito del direttore artistico del tempo, Anthony Dowell e con la compagnia della Royal Opera House Tamara Rojo danzò un vasto repertorio che comprendeva coreografie di Kenneth MacMillan, Frederick Ashton, Peter Wright, Rudol'f Nureev e dello stesso Dowell. Il coreografo Ricardo Cué creò per lei il balletto Biancaneve, mentre Deborah MacMillan la volle come protagonista per Isadora.
Con il Royal Ballet ampliò notevolmente il suo repertorio, che finì per comprendere, tra i molti, i ruoli delle protagoniste femminili di Ondine, La sagra della primavera, Onegin, Cenerentola, Marguerite and Armand, Romeo e Giulietta, Mayerling, Manon, Jewels, Lo schiaccianoci, La Sylphide, Giselle, Don Chisciotte, La bella addormentata e Le Corsaire. Nel 2008 vinse il Prix Benois de la Danse.
Nel 2012 successe a Wayne Eagling come direttrice artistica dell'English National Ballet. Sotto la sua direzione artistica, l'ENB ha stretto un proficuo sodalizio artistico con il coreografo Akram Khan, che ha creato degli innovativi e acclamati allestimenti de Il lago dei cigni e di Giselle, premiato con il Laurence Olivier Award per l'eccellenza nella danza e che vide Rojo come un'apprezzata interprete della protagonista. Sempre durante il periodo di direzione della Rojo l'ENB fu invitato a danzare per la prima volta all'Opéra Garnier nell'estate 2016. Dopo un decennio con l'ENB, nel 2022 lascia la carica di direttrice artistica per ricoprire la medesima posizione con il San Francisco Ballet. Ha dato il suo addio alle scene il 14 ottobre 2022, danzando come protagonista nella Giselle di Akram Khan accanto all'Albrecht di Isaac Hernández al Théâtre des Champs-Élysées di Parigi.